# Meleaba theclaria
Meleaba theclaria är en fjärilsart som beskrevs av Walker 1861. Meleaba theclaria ingår i släktet Meleaba och familjen Uraniidae. Inga underarter finns listade i Catalogue of Life.